# 가톨릭대학교 여의도성모병원
가톨릭대학교 여의도성모병원(가톨릭大學校 汝矣島聖母病院, The Catholic University of Korea Yeouido St. Mary's Hospital)은 서울특별시 영등포구  63로 10 (여의도동)에 위치한 병원이다. 과거 명동에 위치했던 성모병원이 영등포구 여의도동으로 옮겨와서 개원한 병원이다.

## 연혁
- 1936년 5월 11일 성모병원 개원
- 1961년 12월 1일 성모병원(명동 소재) 완공 (연건평2,893평, 300병상)
- 1986년 7월 성모병원(명동 소재) 폐원, 여의도 신축병원 건물로 이전 개원 (대지3,000평, 13,000평, 625병상)
- 1996년 6월 가톨릭대학교 성모병원으로 병원명 개칭
- 2003년 7월 안센터 개소
- 2005년 5월 조혈모세포이식 2,500례 달성
- 2006년 1월 하이프 암치료센터 개소
- 2009년 4월 조혈모세포이식센터 및 BMT환자 서울성모병원으로 이전
- 2010년 3월 가톨릭대학교 여의도성모병원으로 병원명 개칭
- 2011년 3월 보건복지부 의료기관 인증 획득(1주기)
- 2011년 4월 산업의학센터 서울성모병원으로 이전
- 2013년 3월 국제진료센터, 갑상선센터, 척추센터, 소화기센터 개소
- 2013년 5월 3일 병원 리모델링
- 2015년 1월 상급종합병원에서 종합병원으로 전환